# Julián Benítez
Julián Benítez (Pilar, Paraguai; 6 de junho de 1987), é um futebolista paraguaio. Joga de atacante e de extremo sua equipa atual é o Vila Nova.

## Carreira
Estreio em 2004 no Guaraní, clube no qual permaneceu a maior parte de sua carreira, ostentando o recorde de maior quantidade de partidos jogados com a equipa aurinegro, com um total de 284 jogos anotando 56 tantos.
O 30 de novembro de 2015, anunciaram que Julián não renovará seu vínculo com Guaraní, cujo contrato fenece em dezembro do mesmo ano, motivo pelo qual o jogador decidiu continuar sua carreira a partir da seguinte temporada no Clube Olimpia.Tem sido convocado para seleção de futebol de Paraguai, fez sua estreia em 25 de maio de 2011 ante a Seleção Argentina.